# 利根川橋梁 (鹿島線)

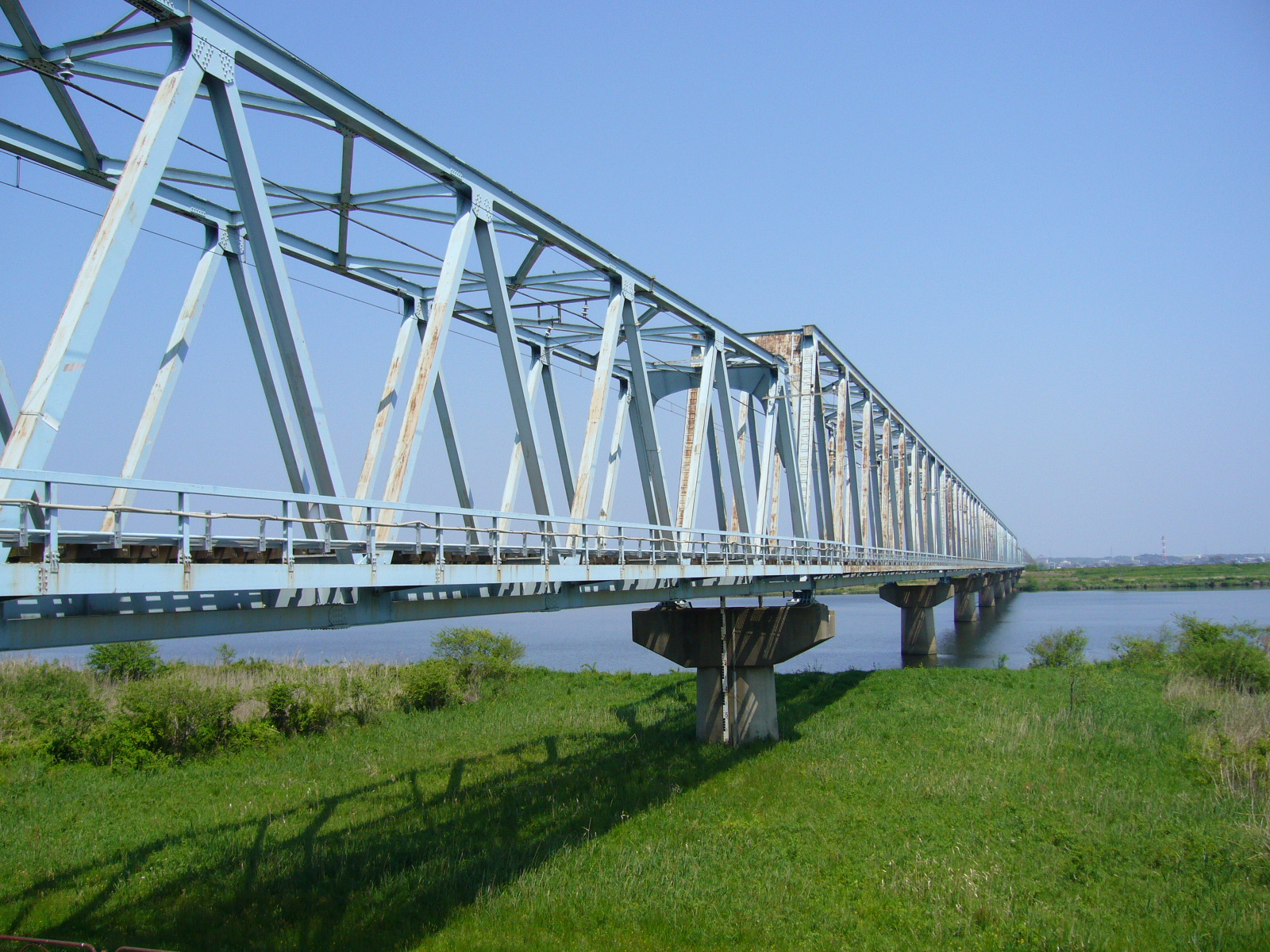
鹿島線利根川橋梁

利根川橋梁（とねがわきょうりょう）は、東日本旅客鉄道（JR東日本）鹿島線の利根川に架かる鉄道橋で、トラス橋である。

## 概要
利根川に架かる鉄道橋ではもっとも河口寄りにある。日本国有鉄道（国鉄）鹿島線の建設に伴って架橋され、1967年（昭和42年）11月に工事着手、1968年（昭和43年）6月30日に竣工した。
設計は日本鉄道建設公団東京支社、施工は大豊建設株式会社である。
設計荷重はKS-16、基礎は場所打ち鉄筋コンクリート杭13.0 m。

## 隣の橋
- 利根川

（上流） - 神崎大橋 -  水郷大橋  - 利根川橋梁 - 利根川橋 - 小見川大橋 - （下流）
座標: 北緯35度54分19秒 東経140度32分42秒 / 北緯35.90528度 東経140.54500度